# Guerra Boshin
A Guerra Boshin (戊辰戦争, Boshin Sensō, "Guerra do Ano do Dragão"), também conhecida no plural como Guerras Boshin ou simplesmente Batalha de Boshin, foi uma guerra civil no Japão, travada de 1868 a 1869, entre forças leais ao governo do Xogunato Tokugawa e aqueles que eram favoráveis à restauração do poder imperial sob o imperador Meiji (r. 1867–1912). A guerra teve como uma de suas causas a declaração de Meiji de que iria decretar a abolição do xogunato de mais de 200 anos e imporia o comando direto da corte imperial. Movimentos militares das forças imperiais e atos de violência feitos por partidários de Meiji em Edo levaram o xogum Tokugawa Yoshinobu (r. 1866–1867) a lançar um ataque para controlar a corte em Quioto.
Em pouco tempo, os militares passaram à facção imperial, que era pequena mas relativamente modernizada, e após uma série de batalhas que culminaram na rendição de Edo, Yoshinobu rendeu-se pessoalmente. O restante do governo Tokugawa recuou ao norte de Honshu e posteriormente para Hokkaido, onde declarou uma república. Derrotados na Batalha de Hakodate, o último resquício do xogunato foi destruído, dando controle supremo do Japão ao império e completando a fase militar da Restauração Meiji.
Cerca de 120 mil homens foram mobilizados durante esse conflito, estimando-se de 3,5 a 8,2 mil mortos. No fim da guerra a vitoriosa facção imperial abandonou seus objetivos de expulsar estrangeiros do Japão e, ao invés disso, adotou uma política de contínua modernização com o objetivo de eventualmente renegociar os Tratados Desiguais com os poderes ocidentais. Os partidários dos Tokugawa foram poupados, devido à persistência de Saigo Takamori (um líder proeminente da facção imperial), e muitos dos antigos líderes xogunais foram presenteados com posições de grande responsabilidade no novo governo que se estabelecia.
A Guerra Boshin foi um acontecimento que colocou em evidência o avançado estado de modernização que foi alcançado pelo Japão nos 14 anos após sua abertura para o ocidente, o alto envolvimento de nações ocidentais (especialmente Grã-Bretanha e França) na política do país, e a instalação um tanto turbulenta do poder imperial. Com o tempo, a guerra foi romantizada pelos japoneses e outros que consideram a Restauração Meiji como uma "revolução pacífica", apesar do número de baixas. Várias dramatizações da guerra foram feitas no Japão, e elementos do conflito foram incorporados no filme estadunidense O Último Samurai (2003).

## Antecedentes políticos

### Descontentamento contra o xogunato

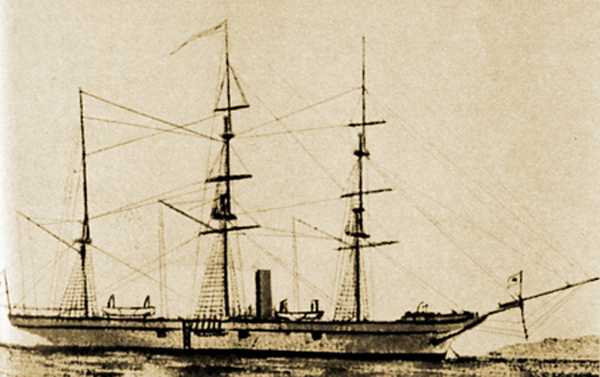
Kanrin Maru, navio de guerra a vapor. O xogunato buscou ativamente a modernização, mas também foi enfrentado pelo crescente descontentamento interno contra a perda da soberania nacional que foi trazida pelo contacto com os ocidentais

Nos dois séculos anteriores a 1854, o Japão havia limitado severamente o comércio com nações estrangeiras (sobretudo as europeias), à exceção da Coreia (através da ilha de Tsushima), da Dinastia Qing (através das ilhas Léquias), e do Império Colonial Holandês (através de portos comerciais em Dejima). Em 1854, Comodoro Perry abriu o Japão ao comércio global sob a ameaça implícita do uso da força militar, iniciando período de rápido desenvolvimento no comércio exterior e na ocidentalização do país. Em grande parte devido aos termos humilhantes dos Tratados Desiguais, impostos por Comodoro Perry, o xogunato enfrentou o descontentamento interno que se materializou no movimento radical xenofóbico Sonnō jōi (尊王攘夷, lit. "Reverenciar o Imperador, expulsar os bárbaros").
O imperador Komei (r. 1846–1867) era favorável a esse pensamento, e — quebrando séculos de tradição imperial — tomou um papel ativo em assuntos do Estado: quando oportunidades surgiam, fulminava contra os tratados e tentava interferir na sucessão xogunal. Seus esforços resultaram na sua "ordem de expulsar os bárbaros" em 1863. O xogunato não tinha a mínima intenção de reforçar a ordem, por isso ela inspirou ataques contra o próprio xogunato e contra estrangeiros no Japão: o incidente mais famoso foi o assassinato do comerciante inglês Charles Lennox Richardson, em que o governo Tokugawa foi obrigado a pagar indenização de cem mil libras. Outros ataques incluíram o bombardeio de navios estrangeiros em Shimonoseki.
Em 1864, essas ações xenofóbicas foram controladas com sucesso por retaliações armadas de poderes estrangeiros, como o Bombardeio Britânico de Kagoshima e o Bombardeio de Shimonoseki. Ao mesmo tempo, as forças de Chōshū, juntamente com ronins xenofóbicos, realizaram a Rebelião Hamaguri na tentativa de tomar controle de Quioto, onde a corte imperial estava, mas o futuro xogum Tokugawa Yoshinobu comandou uma expedição punitiva e os derrotou. Nesse ponto a resistência inicial entre os líderes em Chōshū e na corte diminuiu, mas durante o ano seguinte os Tokugawa se mostrariam incapazes de reafirmar seu controle total sobre o país, já que muitos daimiôs começaram a ignorar ordens e pedidos de Edo.

### Assistência militar estrangeira
Apesar do incidente de Kagoshima, o domínio de Satsuma se aproximou dos britânicos e buscava a modernização das tropas e marinha com o apoio deles. O negociante escocês Thomas Glover vendeu navios de guerra e armas às províncias sulistas. Conselheiros militares anglo-americanos, geralmente ex-oficiais, podem ter se envolvido diretamente nesse esforço militar. O embaixador britânico Harry Parkes apoiou forças antixogunais no esforço de formar governo imperial unificado e legítimo no Japão. Durante o período, líderes japoneses do sul como Saigo Takamori de Satsuma, ou Ito Hirobumi e Inoue Kaoru de Chōshū cultivaram conexões pessoais com diplomatas britânicos, notavelmente com Ernest Mason Satow.

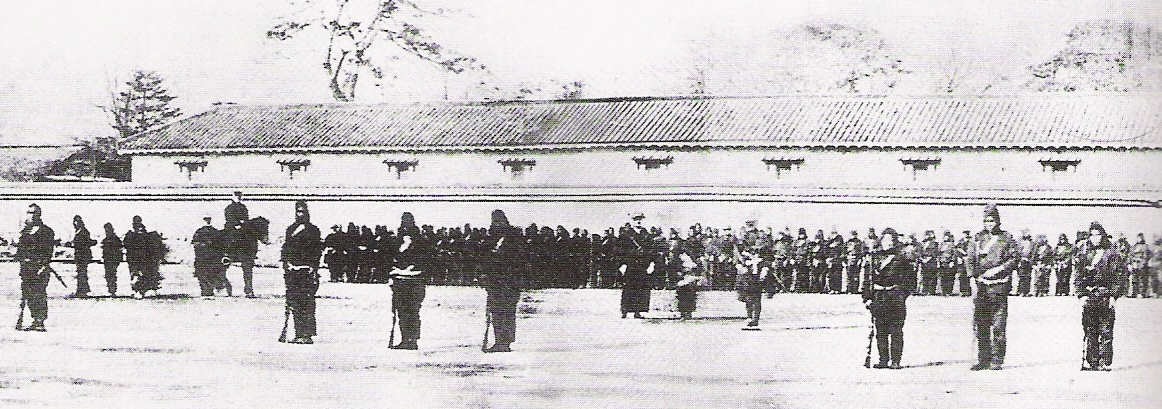
Treinamento de tropas do xogunato pela missão militar francesa mandada ao Japão em 1867

O xogunato também estava se preparando para futuros conflitos, modernizando suas forças. Devido aos desígnios de Parkes, os britânicos, os principais parceiros do xogunato, provaram-se relutantes em providenciar assistência. Os Tokugawa então confiavam sobretudo em conselheiros franceses, confortados pelo prestígio militar de Napoleão III à época, conquistado pelos seus sucessos na Guerra da Crimeia e na Guerra da Itália. O xogunato tomou grandes medidas à construção de um exército moderno e poderoso: uma marinha com oito navios de guerra a vapor como núcleo foi feita no decorrer dos anos e já era a mais forte de toda Ásia. Em 1865, o primeiro arsenal naval moderno do Japão foi construído em Yokosuka pelo engenheiro francês Léonce Verny. Em janeiro de 1867, a missão militar francesa chegou para reorganizar os exércitos xoguais e criar uma força de elite, conhecida como Denshūtai, e um pedido foi feito aos Estados Unidos para comprar o navio de guerra couraçado CSS Stonewall, construído pelos franceses. Devido a declaração de neutralidade dos poderes ocidentais, os americanos recusaram-se a liberar o navio, mas uma vez que a declaração foi revogada, a facção imperial obteve o navio e usou-o combates em Hakodate sobre o nome de Kotetsu (literalmente couraçado).

### Golpe de Estado
Seguindo um golpe interno, a revolta renovada de Chōshū e a intenção anunciada do xogunato de mandar uma expedição para acabar com a revolta, Chōshū formou aliança secreta com Satsuma (Aliança Satcho). No fim de 1866, xogum Iemochi (r. 1858–1866) e Komei morreram, respetivamente sucedidos por Yoshinobu (r. 1866–1867) e Meiji (r. 1867–1912). Os eventos, nas palavras de Marius Jansen, "criaram uma trégua inevitável". Em 9 de novembro de 1867, ordem secreta enviada a Satsuma e Chōshū em nome de Meiji ordenava o "massacre dos traidores leais a Yoshinobu." Mas antes disso, seguindo sugestão do daimiô de Tosa, Yoshinobu abdicou, aceitando solicitar uma assembleia geral de daimiôs para criar um novo governo. O Xogunato Tokugawa havia terminado.
Enquanto a rendição de Yoshinobu criara um vazio nominal no nível mais alto do governo, a máquina do estado continuava a existir. Além do mais, o governo do xogunato, particularmente a família Tokugawa, iria permanecer uma força proeminente na nova ordem política e iria permanecer com muitos poderes executivos, uma perspetiva que os daimiôs de Satsuma e Chōshū acharam intolerável. Os eventos culminaram num desfecho crítico em 3 de janeiro de 1868, quando esses elementos tomaram controle do palácio imperial em Quioto, e no dia seguinte fizeram Meiji, com apenas 15 anos, declarar sua própria restauração do poder total sobre o governo. Embora a maior parte da assembleia consultiva imperial estivesse feliz com a declaração formal do controle imperial e favorecesse uma colaboração contínua com os Tokugawa, Saigo Takamori ameaçou a assembleia para que ela proclamasse a abolição do título de "xogum" e que confiscasse as terras de Yoshinobu.
Embora Yoshinobu tenha inicialmente concordado com as exigências, em 17 de janeiro declarou que não iria se curvar a proclamação da Restauração e chamaria a corte para rescindi-la. Em 24 de janeiro, Yoshinobu decidiu se preparar para atacar Quioto, ocupada pelas forças de Satsuma e Chōshū. Essa decisão foi motivada por uma série de incêndios criminosos em Edo, começando com o incêndio nos arredores do Castelo Edo, a principal residência dos Tokugawa. Ronins de Satsuma, que haviam atacado um oficial do governo naquele mesmo dia, foram acusados de serem responsáveis pelo incidente. No dia seguinte, forças xoguais responderam atacando a residência do daimiô de Satsuma em Edo, onde muitos oponentes xogunais, sob liderança de Saigo Takamori, estavam se escondendo e criando problema pela cidade. O lugar foi queimado, e todos os oponentes foram mortos ou posteriormente executados.

## Conflitos abertos

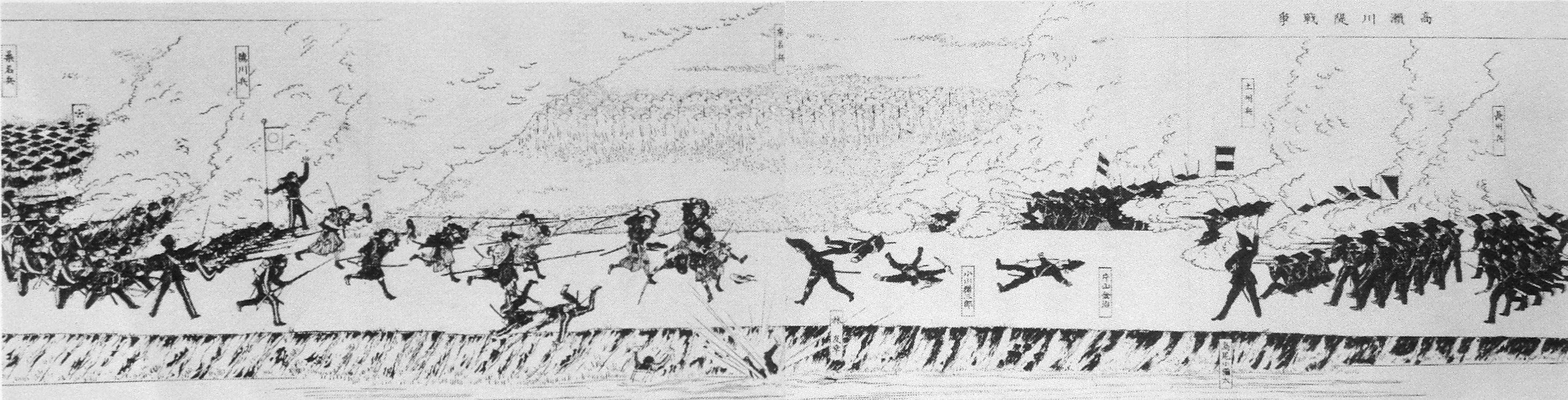
Cena da batalha em Toba-Fushimi. Forças do xogunato estão na esquerda, incluindo batalhões de Aizu. Na direita estão as forças de Chōshū e Tosa. Estes são batalhões modernizados, mas alguns membros de ambas as forças também são samurais tradicionais (especialmente no lado do xogunato)

Em 27 de janeiro, as forças do xogunato atacaram as de Chōshū e Satsuma, enfrentando-se perto de Toba e Fushimi, na entrada de Quioto. Alguns membros do exército de quinze mil homens do xogunato haviam sido treinados por conselheiros militares franceses, mas a maioria permanecia como uma força samurai medieval. Enquanto isso, as forças de Chōshū e de Satsuma tinham uma desvantagem numérica de três para um, mas eram totalmente modernizadas. Após um início inconclusivo, no segundo dia, o imperador deu seu galhardete oficial às tropas de defesa, e nomeou como comandante em chefe um de seus parentes, Komatsu Akihito, fazendo das forças um exército imperial (官軍, cangum) oficial. Entretanto, convencido por conselheiros da corte e vários daimiôs locais, o príncipe Arisugawa Taruhito, fiel ao xogum, começou a apoiar a corte imperial. Outros debandaram para o lado imperial, incluindo o daimiôs de Iodo e Tsu, que trocaram de lado em 5 e 6 de fevereiro respectivamente, mudando a situação militar a favor do lado imperial.
Em 7 de fevereiro, Yoshinobu, aparentemente angustiado pela aprovação imperial dadas as ações de Satsuma e Chōshū, fugiu de Osaka a bordo do Kanrin Maru, recuando de Edo. Desmoralizadas por sua fuga e pela traição de Iodo e Tsu, as forças xogunais recuaram, fazendo da Batalha de Toba-Fushimi uma vitória imperial, embora já tenha sido considerado que as forças xogunais teriam ganhado o conflito.  O Castelo de Osaka logo foi atacado em 8 de fevereiro (em 1º de março, no calendário ocidental), dando um fim à Batalha de Toba-Fushimi.

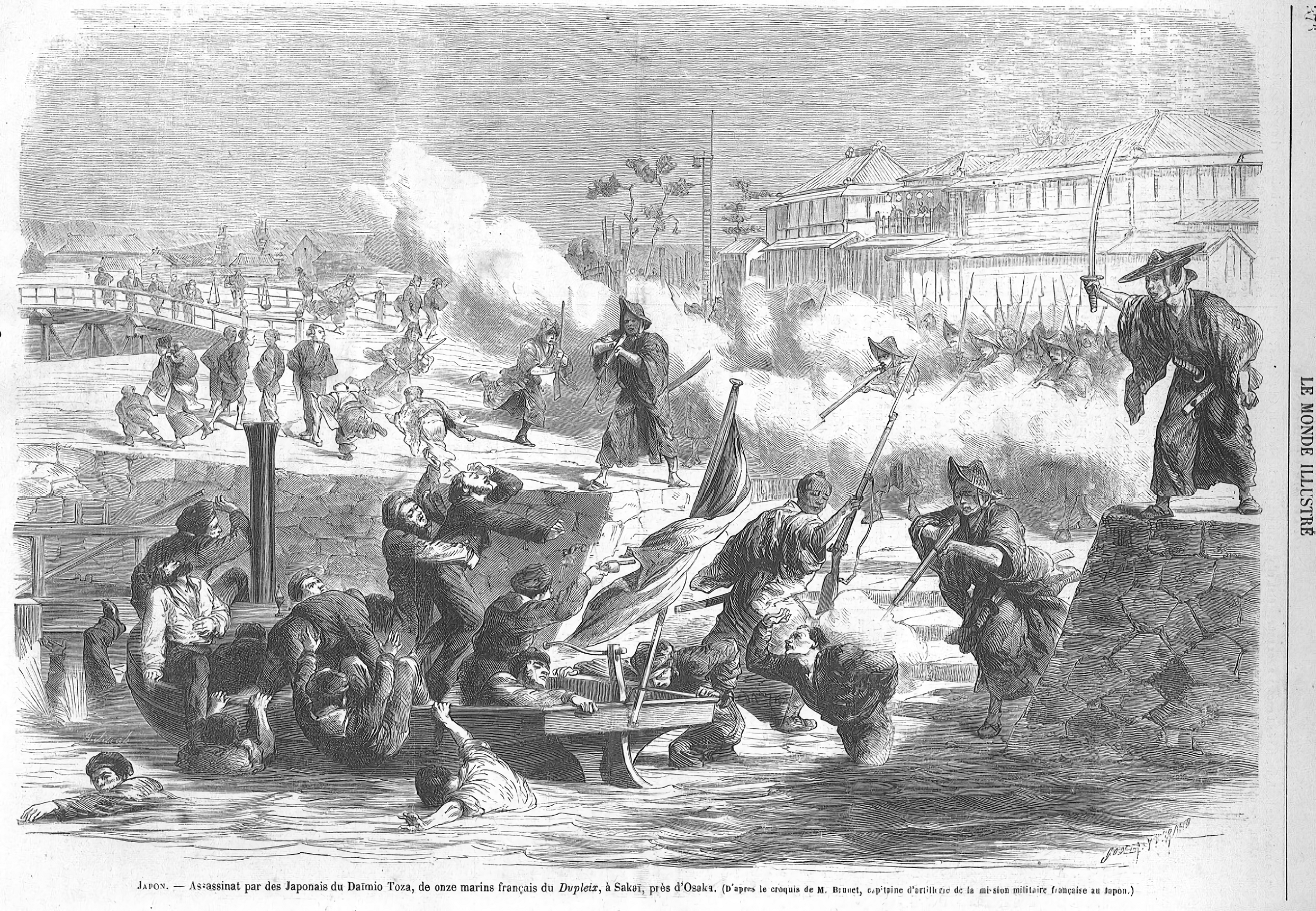
Marinheiros franceses mortos no Incidente Sacai. Ilustração: Le Monde

No fronte diplomático, ministros de nações estrangeiras reuniram-se no porto aberto de Hiogo (Kobe) no início de fevereiro e emitiram uma declaração proclamando que o xogunato ainda era considerado o único governo de direito do Japão, dando esperança a Yoshinobu de que nações estrangeiras (especialmente a França) poderiam considerar intervir em seu favor. Alguns dias depois, porém, uma delegação imperial visitou os ministros e declarou que o xogunato havia sido abolido, que os portos seriam abertos de acordo com tratados internacionais e que estrangeiros seriam protegidos. Os ministros, então, decidiram reconhecer o novo governo. A ascensão de sentimentos xenofóbicos, todavia, levou a vários ataques a estes nos meses seguintes. Onze marinheiros franceses da corveta Dupleix foram mortos por samurais do Tosa no Incidente Sacai em 8 de março. Quinze dias depois, Sir Harry Parkes, o embaixador britânico, foi atacado por um grupo de samurais nas ruas de Quioto.

## Rendição de Edo

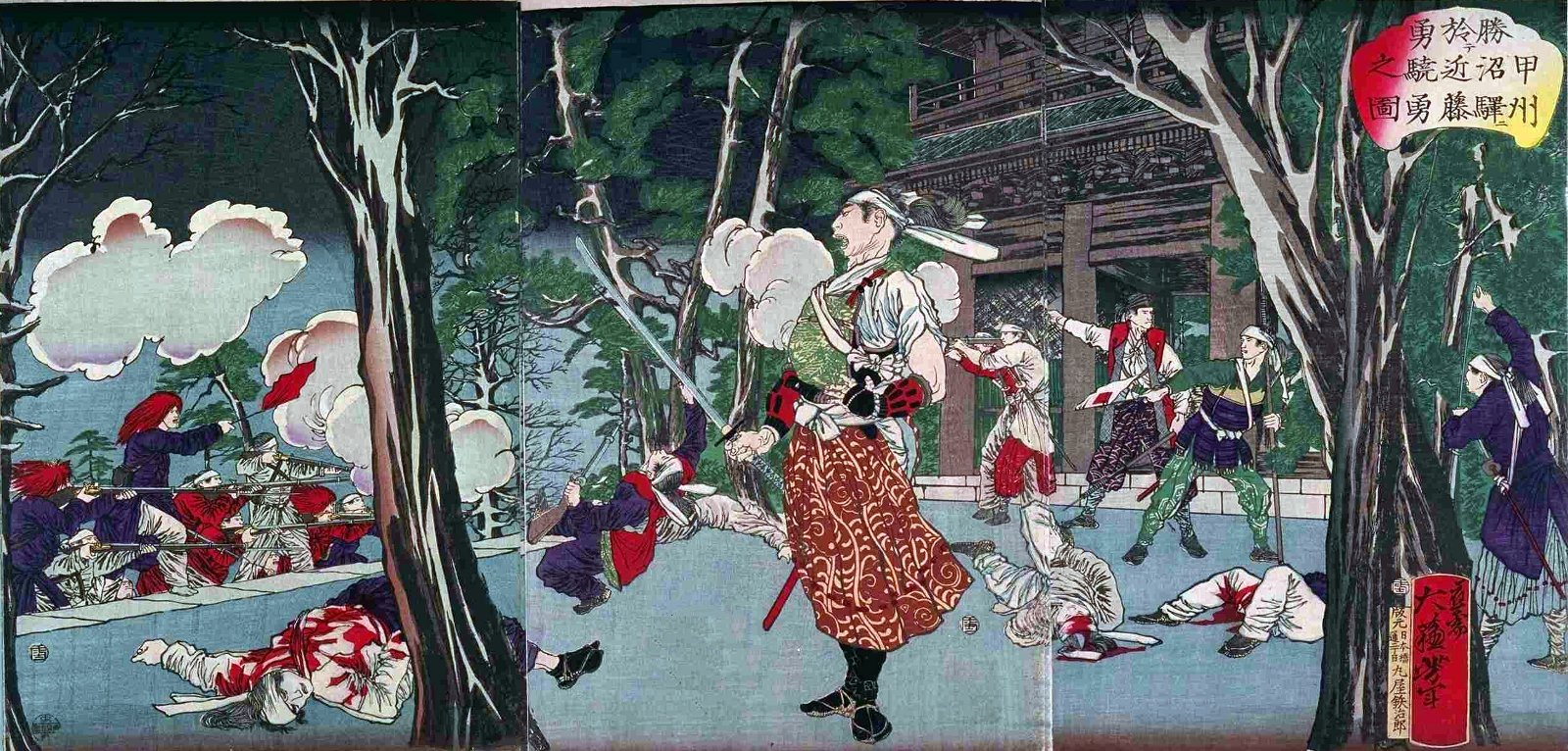
Condo Isami, líder do grupo pro-xogunato Shinsengumi, lutando contra soldados de Tosa (com "Barba vermelha" distinta (赤熊, xaguma) e perucas dos oficiais) na Batalha de Koshu-Katsunuma

Em fevereiro, com ajuda do embaixador francês Léon Roches, um plano estava sendo elaborado para conter o avanço imperial em Odawara, o último ponto estratégico de entrada para Edo, mas Yoshinobu se opôs a esse plano. Chocado, Léon abdicou de sua posição. No início de março, sob a influência do ministro britânico Harry Parkes, nações estrangeiras assinaram um rigoroso acordo de neutralidade, em que elas não poderiam intervir nem fornecer suprimentos militares para nenhum dos dois lados até que o conflito terminasse.
Saigo Takamori comandou as forças imperiais ao norte e a leste pelo Japão, ganhando a Batalha de Koshu-Katsunuma. Finalmente cercou Edo em maio, resultando na rendição incondicional da cidade após uma negociação de Katsu Kaishu, o ministro do exército do xogum. Alguns grupos continuaram resistindo depois da rendição, mas foram derrotados na Batalha de Ueno. Enquanto isso, o líder da marinha do xogum, Enomoto Takeaki, recusou-se a render os navios e, em 20 de agosto, escapou com os remanescentes (oito navios de guerra: Kaiten, Banryū, Chiyodagata, Chogei, Kaiyo Maru, Kanrin Maru, Micao e o Xinsocu), e com dois mil oficiais da marinha, na esperança de iniciar um contra ataque com a ajuda dos daimiôs nortenhos. Foi acompanhado por um grupo de conselheiros militares franceses, dentre eles Jules Brunet, que havia formalmente abandonado a marinha francesa para acompanhar os rebeldes.

## Resistência da Coalizão do Norte

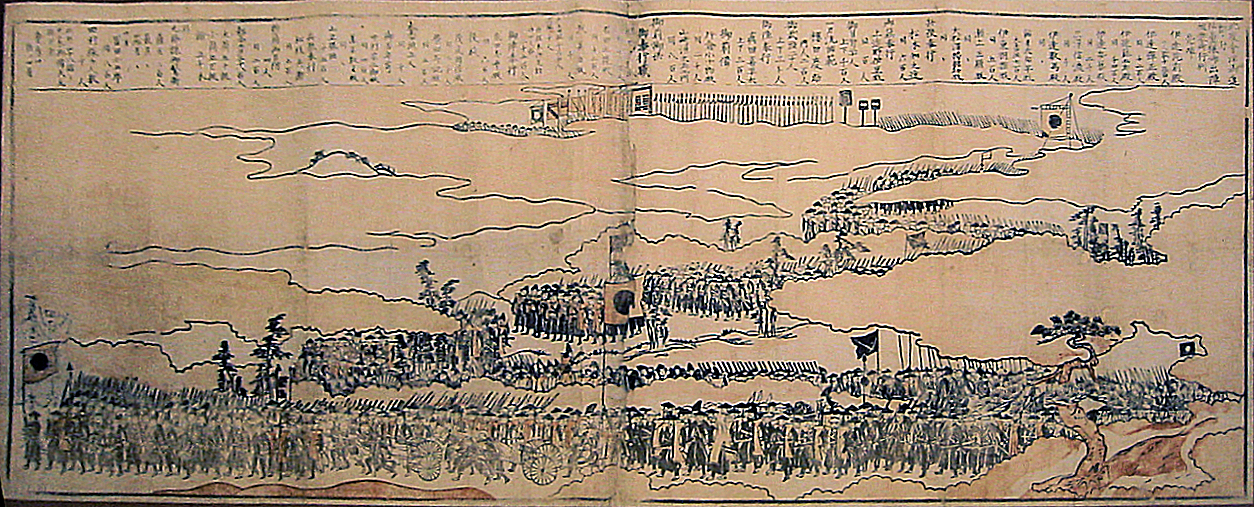
Tropas de Sendai, seguindo sua mobilização em abril, juntas numa aliança do norte contra as forças imperiais em maio

Após a rendição de Yoshinobu, a maior parte do Japão aceitou a autoridade imperial, mas um grupo leal ao xogunato no norte, apoiado pelo clã Aizu, continuou a resistir. Em maio, vários daimiôs nortenhos formaram uma aliança para lutar contra tropas imperiais, a Coalizão do Norte (奥羽越列藩同盟, Oku uetsu reppan dōmei) era composta pelos domínios de Sendai, Yonezawa, Aizu, Xonai e Nagaoka, e tinha um total de 50 mil homens. Um príncipe imperial, Kitashirakawa Yoshihisa, havia fugido para o norte com partidários do xogunato Tokugawa e foi feito chefe nominal da Coalizão do Norte, com o objetivo de posteriormente nomeá-lo "imperador Tobu".
A frota de Enomoto juntou-se ao porto de Sendai em 26 de agosto. Apesar da coalizão ser numerosa, era mal equipada e dependia de métodos de luta tradicionais. Armamentos modernos eram escassos, e esforços de última hora foram feitos para construir canhões feitos de madeira e reforçados com cordas, que atiravam projéteis de pedra. Tais canhões, instalados em estruturas defensivas, podiam somente atirar quatro ou cinco projéteis antes de explodir. Apesar disso, a Coalizão do Norte contava com a ajuda do negociador de armas alemão Henry Schnell, que possuía uma relação de proximidade com o clã Aizu e chegou a vender 780 rifles para Kajiwara Heima.
Em maio, o daimiô de Nagaoka infligiu grandes perdas às tropas imperiais na Batalha de Hokuetsu, mas o seu castelo finalmente caiu em 19 de maio. Tropas imperiais continuaram avançando ao norte, derrotando Shinsengumi na Batalha da Passagem de Bonari, abrindo caminho para o ataque no Castelo de Aizuwakamatsu na Batalha de Aizu em outubro, fazendo com que a posição de Sendai ficasse indefensável.
A coalizão ruiu em 12 de outubro, a frota deixou Sendai e foi para Hokkaido, depois de ter conseguido mais dois navios (Oe e Hoo, anteriormente emprestados por Sendai no xogunato), e aproximadamente mil soldados adicionais: tropas xogunais restantes sob Otori Keisuke, tropas Shinsengumi sob Hijikata Toshizo, corpos de guerrilha (yugekitai) sob Hitomi Katsutarō e muitos conselheiros franceses (Fortant, Marlin, Bouffier). Em 26 de outubro, Edo foi renomeada Tóquio, e a Era Meiji oficialmente começou. Após prolongada Batalha de um mês, Aizu finalmente admitiu derrota em 6 de novembro, levando a um suicídio em massa dos guerreiros jovens do Byakkotai (Corpos do Tigre Branco).

## A campanha de Hokkaido

### Criação da República de Ezo

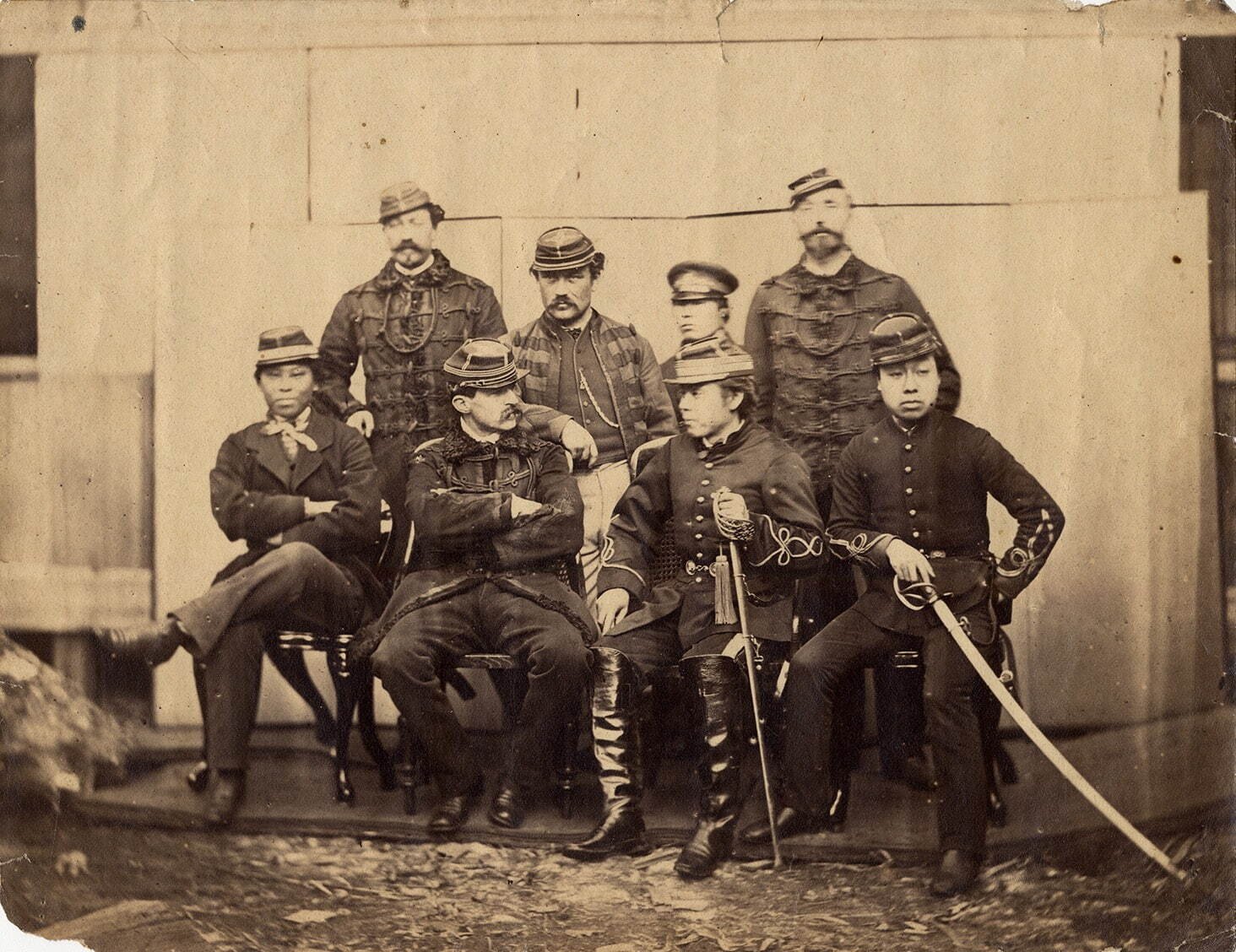
Conselheiros franceses e seus aliados japoneses em Hokkaido

Após a derrota em Honxu, Enomoto Takeaki recuou para Hokkaido com o remanescente da marinha e do grupo de conselheiros franceses. Juntos, organizaram um governo, com o objetivo de estabelecer uma nação independente dedicada ao desenvolvimento de Hokkaido. Estabeleceram formalmente, em 25 de dezembro, a República de Ezo, a única já formada no país até hoje. Enomoto foi eleito presidente com ampla maioria. A república tentou estabelecer relações com várias delegações estrangeiras presentes em Hakodate (entre elas as dos Estados Unidos, França e Rússia), mas não conseguiu ganhar muito reconhecimento nem apoio internacional. Enomoto ofereceu ceder o território ao xogum Tokugawa, sob o comando imperial, mas sua proposta foi recusada pelo Conselho de Governança Imperial.
Durante o inverno, fortificaram suas defesas ao redor da península no Sul de Hakodate, com a nova fortaleza de Goryokaku no centro. As tropas foram estruturadas sob um comando franco-japonês, o comandante em chefe Otori Keisuke foi auxiliado pelo capitão francês Jules Brunet, e as tropas divididas em quatro brigadas. Cada uma dessas era comandada por um oficial francês não comissionado (Fortant, Marlin, André Cazeneuve, Bouffier), e eram também divididas em oito brigadas e meia, cada uma sob o comando de um japonês.

### Perdas finais e rendição

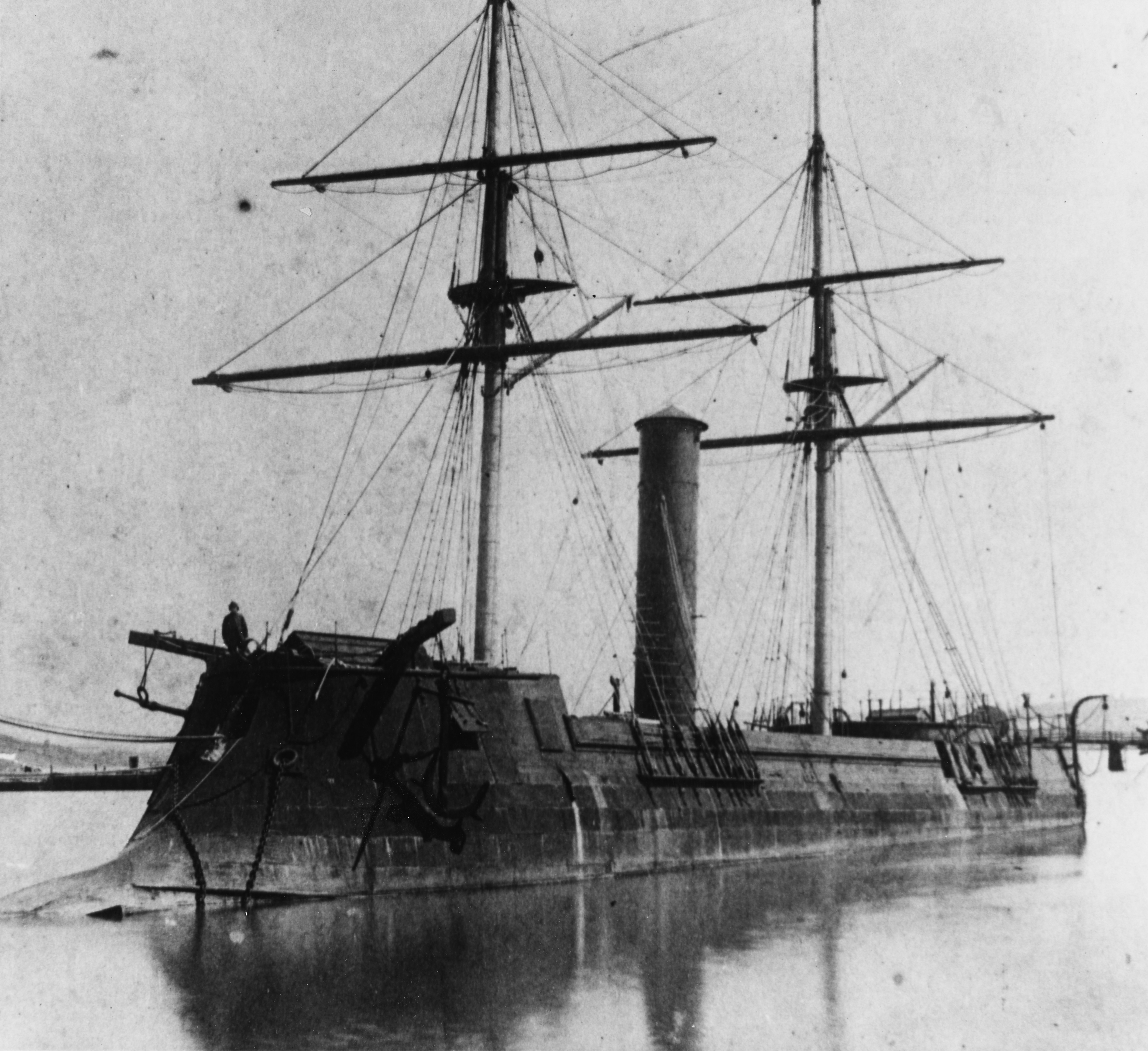
O navio de guerra Kotetsu, teve um papel decisivo na Batalha Naval da Baía de Hakodate, em maio de 1869, marcado o fim da Guerra Boshin, e o estabelecimento completo da Restauração Meiji

A marinha imperial chegou a enseada de Miyako em 20 de março de 1869. Porém, conseguindo antecipar a chegada dos navios imperiais, os rebeldes organizaram ousado plano para tomar o navio Kotetsu. Três navios de guerra foram mandados num ataque surpresa, na chamada Batalha da Baía Miyako, que acabou em derrota para os Tokugawa devido ao clima ruim, problemas nos motores dos navios e uso decisivo da metralhadora Gatling pelas tropas imperiais nos grupos de samurais que invadiam.
Forças imperiais logo consolidaram seu comando no continente japonês, e em abril, mandaram uma frota e infantaria de sete mil homens para Ezo, dando continuidade à Batalha de Hakodate. As forças imperiais rapidamente prosseguiram e venceram a Batalha Naval da Baía de Hakodate, a primeira batalha em larga escala de duas marinhas modernas japonesas, enquanto as forças de Goryokaku foram cercadas com um remanescente de 800 homens. Vendo que a situação tornara-se desesperadora, os conselheiros franceses fugiram para um navio francês atracado no porto de Hakodate, o Coetlogon, que estava sob o comando de Dupetit Thouars, de onde foram mandados para Yokohama e para França. Os japoneses pediram que os conselheiros franceses fossem julgados na França; mas, devido o apoio popular francês às suas ações, não foram punidos.
Enomoto resolveu lutar até o fim, e mandou seus pertences ao seu adversário para que os preservasse, mas Otori o convenceu a se render, dizendo que continuar vivendo depois da derrota é que seria o caminho corajoso: "Se é morrer que você quer pode fazê-lo a qualquer hora". Enomoto rendeu-se em 27 de junho, pondo um fim a República de Ezo e, consequentemente, aceitando o autoridade de Meiji.

## Armamento da Guerra Boshin

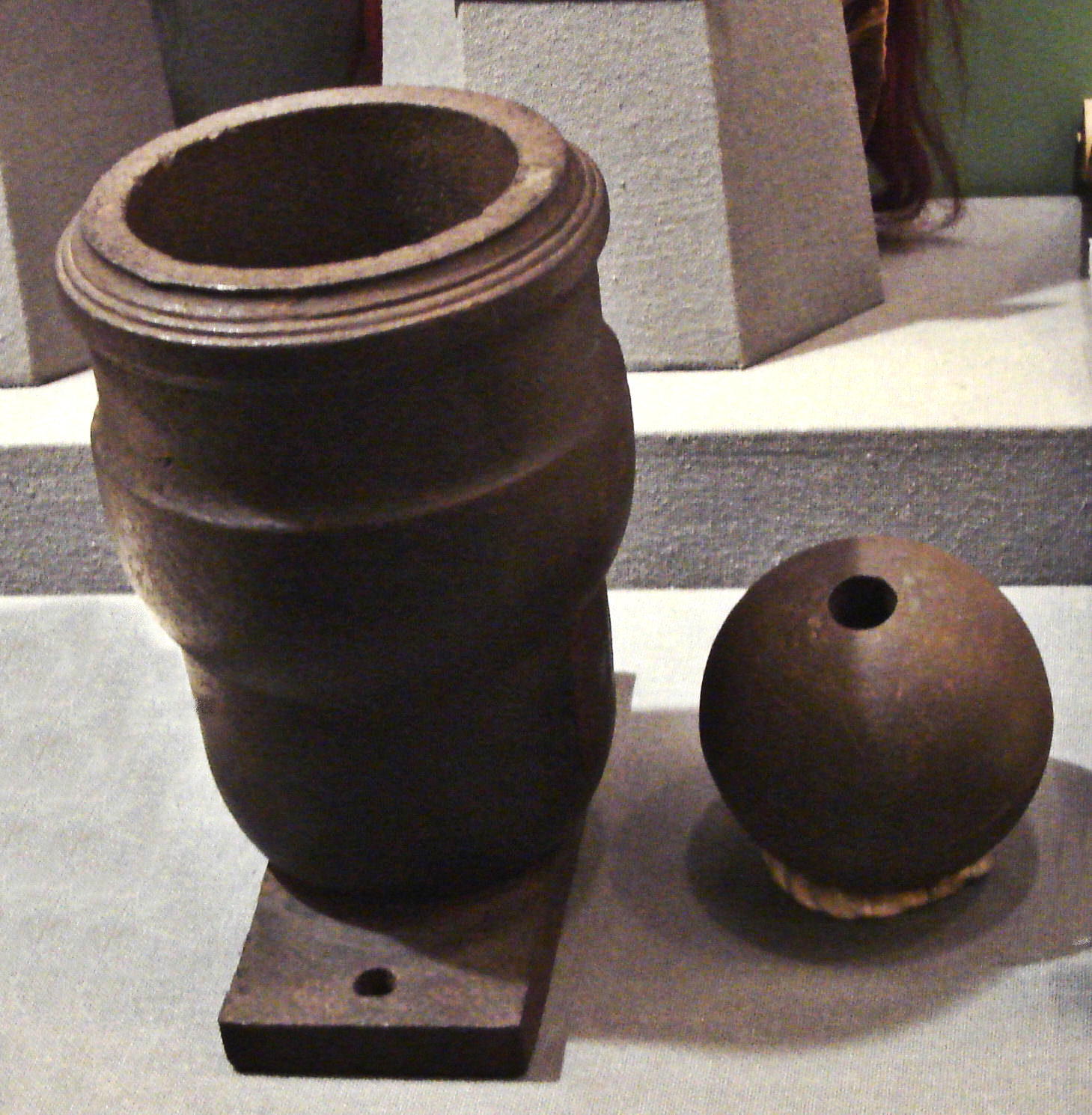
Morteiro com bala de canhão oca da Guerra Boshin

As tropas de Chōshū e Satsuma eram bastante modernizadas e possuíam canhões Armstrong, rifles Minié e uma Gatling. As do xogunato estavam levemente atrasadas em termos de equipamento, mesmo com o treinamento e formação dos Denshūtai na missão militar francesa.

### Armas individuais
Diversos tipos de armas, das mais às menos modernas, foram importadas de vários países, entre eles França, Alemanha, Países Baixos, Grã-Bretanha e Estados Unidos, e coexistiram com armamentos mais tradicionais como a tanegashima. O daimiô de Nagaoka, aliado do xogum, possuía duas Gatlings e milhares de rifles modernos. Mesmo com a tentativa do xogunato de adquirir armamentos mais modernos, as armas tanegashima foram muito utilizadas. As forças imperiais utilizavam principalmente os rifles minié, que eram mais modernos, precisos e letais do que a maioria das armas do xogunato. Sabe-se as tropas do domínio de Chōshū possuíam fuzis snider e que os utilizaram contra os Shōgitai na Batalha de Ueno em julho de 1868.

### Artilharia
Na artilharia, canhões de madeira que podiam atirar somente de três a quatro tiros antes de explodir coexistiram com os mais modernos canhões Armstrong da época. Os dois lados do conflito utilizaram canhões que foram fabricados no Japão, com a ajuda de conselheiros portugueses, já que o Japão produzia seus próprios canhões desde 1575.

### Navios de Guerra
Alguns navios de guerra modernos, como o Kotetsu, foram utilizados junto com navios de guerra tradicionais. Inicialmente, o xogunato tinha uma frota de navios relativamente forte, e também desejava realizar o pedido do navio CSS Stonewall, mais tarde rebatizado de Kotetsu. Ainda assim, o navio teve sua entrega bloqueada por poderes estrangeiros devido a um acordo de neutralidade assinado após o início do conflito e, o navio acabou sendo remetido à facção imperial pouco depois da Batalha de Toba-Fushimi.

## Pós-guerra

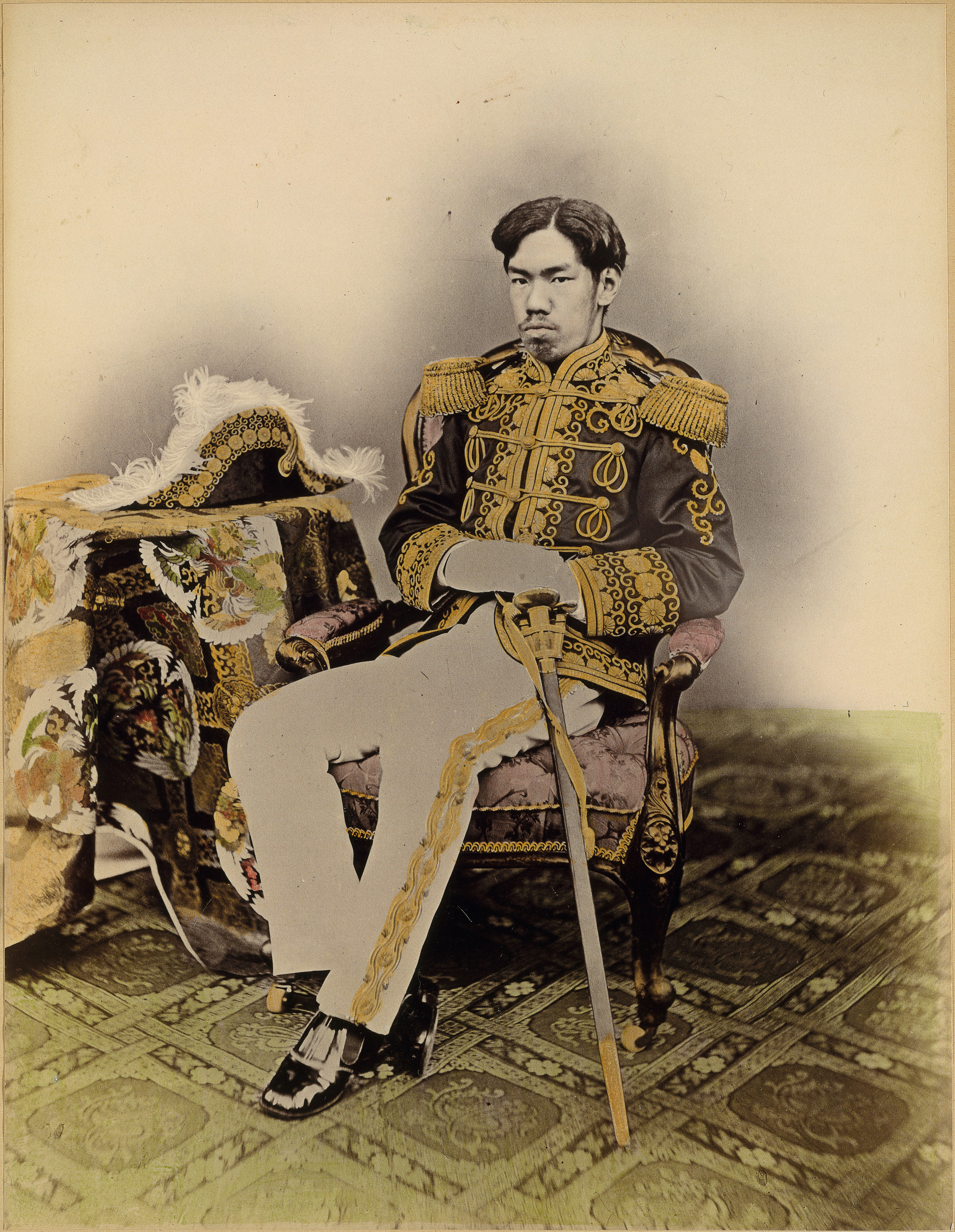
Retrato fotográfico oficial de Meiji, aos 21 anos, em 1873

Após a vitória, o novo governo prosseguiu em unificar o país sobre um único, poderoso e legítimo governo imperial. O poder político e militar dos vários feudos foi progressivamente eliminado, estes transformaram-se em províncias, cujos governadores foram nomeados pelo imperador. Uma das principais reformas foi a abolição do título de samurai, o que permitiu a muitos deles assumir cargos administrativos, mas fez com que muitos outros ficassem pobres. Os domínios do sul (Satsuma, Chōshū e Tosa), que tiveram um papel decisivo na vitória, ocuparam a maior parte dos cargos-chave no governo por várias décadas após o conflito, uma situação algumas vezes chamada de "oligarquia Meiji" e formalizada com a instituição do Genrō. Ainda em 1869, o Santuário Yasukuni foi construído em Tóquio foi construído em honra às vitimas da guerra.
Líderes partidários do antigo xogum foram presos, e por pouco escaparam da execução. A clemência originou-se da insistência de Saigo Takamori e Iwakura Tomomi em poupá-los, e da influência causada pelo conselho de Parks, o enviado britânico. Recomendou com ímpeto a Saigo, como foi registrado por Ernest Satow, "essa severidade em direção os partidários de Queiqui [Yoshinobu], especialmente em relação a punições pessoais, iria prejudicar a reputação do novo governo na opinião dos poderes europeus". Após dois ou três anos aprisionados, a maioria foi chamada para servir o novo governo, e vários tiveram carreiras brilhantes. No caso de Enomoto Takeaki, ex-líder das forças pró-xogunato, serviu como um enviado à Rússia e à China e, de 1889 a 1890, como ministro da educação.
O lado imperial não manteve o seu objetivo de expulsar interesses estrangeiros do Japão, mas ao invés disso mudou para uma política mais progressiva focando numa contínua modernização do país e na renegociação dos Tratados Desiguais com poderes estrangeiros, mais tarde usando o lema "País rico, exército forte" (富国強兵 Fukoku Kyōhei). A mudança de comportamento em relação aos estrangeiros veio durante os dias iniciais da guerra civil: em 8 de abril, novos cartazes que repudiavam, especificamente, a violência contra estrangeiros foram erguidos em Quioto (e depois por todo o país). Durante o conflito, Meiji recebeu enviados europeus pessoalmente, primeiro em Quioto, depois em Osaka e Tóquio. Também sem precedentes foi a recepção de Meiji a Alfredo, Duque de Edimburgo em Tóquio, "como seu igual em ponto de sangue". Embora o início da Era Meiji tenha sido marcado por uma aproximação entre a corte imperial e os poderes estrangeiros, as relações com a França sofreram um revés devido ao apoio inicial desta ao xogum, embora uma segunda missão militar tenha sido convidada ao Japão em 1874, e uma terceira em 1884. Um alto nível de interação ocorreu em 1886 quando a França ajudou a construir a primeira frota moderna e de larga escala da Marinha Imperial Japonesa, sob a direção do engenheiro naval Louis-Émile Bertin. A modernização do país já havia de fato sido extensivamente iniciada durante os últimos anos do xogunato, e o governo Meiji adotou a mesma orientação, embora tivesse mais capacidade em mobilizar todo o país em direção a modernização do que o governo predecessor.
Após sua coroação, Meiji emitiu sua Carta de Juramento, chamando por assembleias deliberativas, prometendo aumentar as oportunidades para o cidadão comum, abolindo os "maus costumes do passado", e buscando conhecimento através do mundo "para fortificar as fundações do governo imperial". Reformas proeminentes incluíram a abolição do sistema de domínios em 1871, pelo qual os domínios feudais e seus senhores hereditários foram substituídos por províncias com governadores nomeados pelo imperador. Outras reformas foram a introdução de instrução escolar compulsória e a abolição das distinções de classes confucianas. As reformas culminaram na emissão da Constituição Meiji em 1889. Entretanto, apesar do apoio dado à corte imperial pelos samurais, muitas das reformas iniciais de Meiji foram vistas como prejudiciais para os interesses destes: a criação de um exército conscrito de cidadãos comuns, também como a perda do prestígio hereditário e estipêndios, antagonizou muitos dos ex-samurais. As tensões aumentaram no sul, levando a Rebelião de Saga em 1874, e a rebelião em Chōshū em 1876. Ex-samurais em Satsuma, comandados por Saigo Takamori, que havia deixado o governo devido a divergências sobre a política estrangeira, iniciaram a Rebelião de Satsuma em 1877. Lutando pela manutenção da classe samurai e por um governo mais virtuoso, seu lema era "Novo governo, moralidade alta (新政厚徳, Shinsei Kōtoku). A rebelião acabou em total derrota na Batalha de Shiroyama.

## Visões modernas do conflito

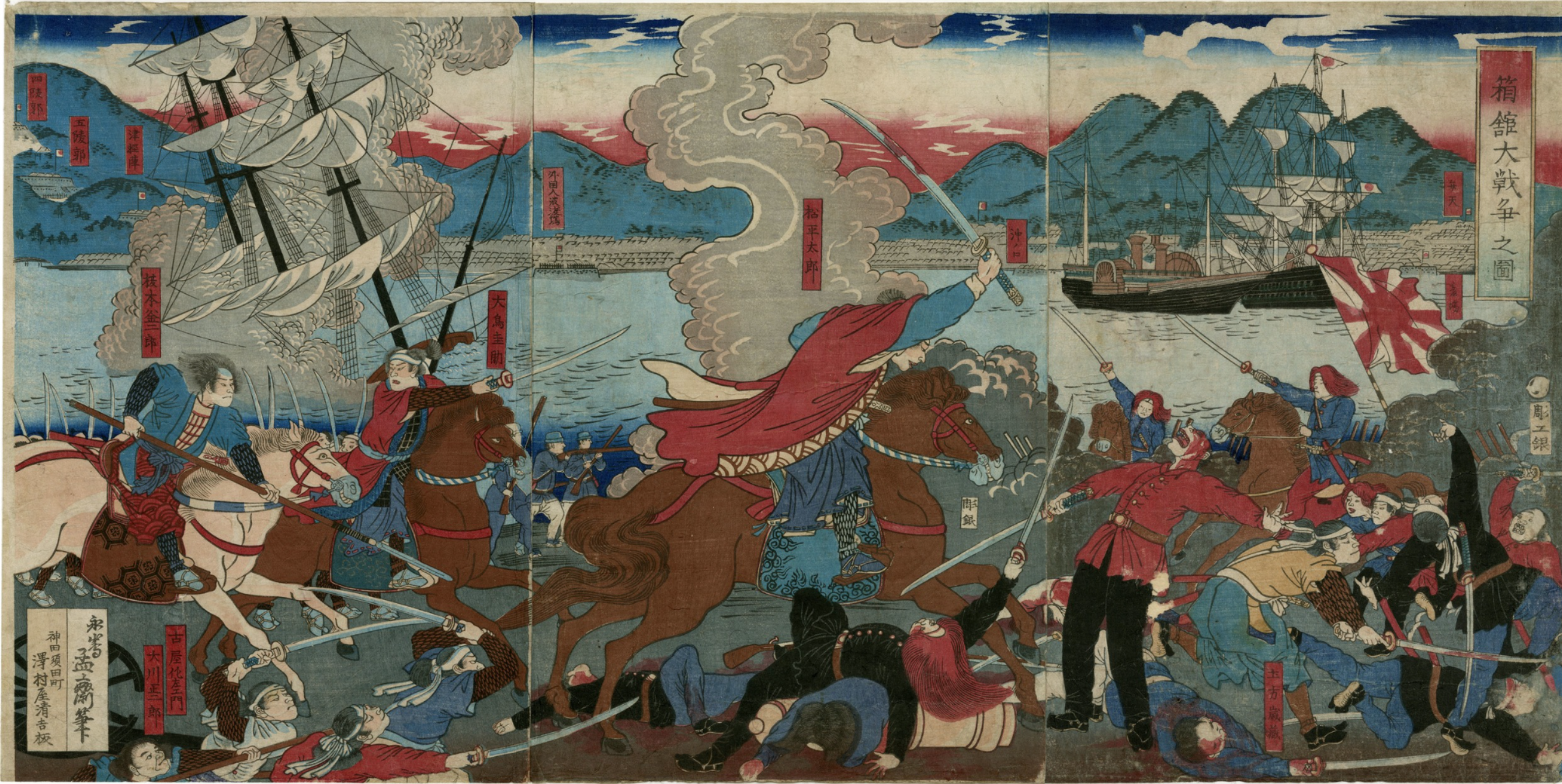
Uma visão romantizada da Batalha de Hakodate, pintada possivelmente em 1880. O ataque da cavalaria, com um barco afundando no fundo, é comandado pelos líderes da rebelião em armaduras samurais anacrônicas. Soldados franceses são mostrados atrás da cavalaria em calças brancas. Com um navio de guerra moderno visível ao fundo, tropas imperiais com uniformes modernos estão à direita

Em publicações mais atuais, a restauração Meiji é frequentemente descrita como uma "revolução pacífica" que levou à repentina modernização do Japão. Mas os fatos da Guerra Boshin claramente mostram que o conflito foi violento: aproximadamente 120 mil homens foram mobilizados de 3,5 a 8,2 mil baixas ocorreram durante confrontos abertos, porém a maior parte ocorreu durante ataques terroristas. Descrições posteriores da guerra tendem a ser altamente romantizadas, mostrando o lado do xogunato lutando com métodos e armamentos tradicionais, contra um lado imperial já totalmente modernizado. E embora as técnicas e armamentos tradicionais tenham sido usados, ambos os lados empregaram algumas das técnicas e armamentos mais modernos da época, incluindo o couraçado, a metralhadora Gatling, e técnicas de luta aprendidas com conselheiros ocidentais.
Tais descrições incluem várias dramatizações, que se difundem em vários gêneros. Jiro Asada escreveu um romance de quatro volumes sobre o acontecimento, Mibu Gishi-den. Uma adaptação cinematográfica do trabalho de Asada, dirigida por Yojiro Takita, é conhecida como A Última Espada. Um jidaigeki de dez horas feito à televisão baseado no mesmo romance é estrelado por Ken Watanabe. Um filme de 2001, Goryokaku, é outro judaigeki destacando a resistência em Hokkaido. O famoso anime Rurouni Kenshin passa-se dez anos após a Guerra Boshin. O anime desenrola-se em torno dos efeitos da guerra, que terminou com o regime Tokugawa e iniciou a Era Meiji.
O filme O Último Samurai (2003) combina numa única narrativa situações históricas que pertenciam tanto à Guerra Boshin quanto à Rebelião de Satsuma de 1877. Os elementos do filme relacionados à modernização das forças militares japonesas e ao envolvimento de forças estrangeiras (majoritariamente da França) são relacionadas à Guerra Boshin e aos últimos anos anteriores a ela. Em contraste, a resistência suicida das forças samurais tradicionalistas, comandadas por Saigo Takamori, contra o exército imperial modernizado se relaciona muito mais à Rebelião de Satsuma.